# Clariola unicolor
Clariola unicolor là một loài ruồi trong họ Asilidae. Clariola unicolor được Meijere miêu tả năm 1913. Loài này phân bố ở miền Australasia.